# Portugal International 2000
Die Portugal International 2000 im Badminton fanden vom 13. bis zum 16. Januar 2000 in Caldas da Rainha statt. Es war die 35. Auflage dieser internationalen Titelkämpfe von Portugal.

## Sieger und Platzierte
| Disziplin    | Gold                               | Silber                             | Bronze                              |
| ------------ | ---------------------------------- | ---------------------------------- | ----------------------------------- |
| Herreneinzel | Rikard Magnusson                   | Vladislav Druzchenko               | Joachim Fischer Nielsen             |
| Herreneinzel | Rikard Magnusson                   | Vladislav Druzchenko               | Oliver Pongratz                     |
| Dameneinzel  | Elena Nozdran                      | Katarzyna Krasowska                | Karina de Wit                       |
| Dameneinzel  | Elena Nozdran                      | Katarzyna Krasowska                | Anne Marie Pedersen                 |
| Herrendoppel | Joachim Fischer Nielsen Janek Roos | Thomas Hovgaard Ove Svejstrup      | Mathias Boe Michael Jensen          |
| Herrendoppel | Joachim Fischer Nielsen Janek Roos | Thomas Hovgaard Ove Svejstrup      | Bruce Topping Mark Topping          |
| Damendoppel  | Joanne Davies Sarah Hardaker       | Britta Andersen Lene Mørk          | Ella Miles Sara Sankey              |
| Damendoppel  | Joanne Davies Sarah Hardaker       | Britta Andersen Lene Mørk          | Anne Marie Pedersen Karina Sørensen |
| Mixed        | Mathias Boe Karina Sørensen        | Natalia Golovkina Valeriy Strelcov | Lene Mørk Ove Svejstrup             |
| Mixed        | Mathias Boe Karina Sørensen        | Natalia Golovkina Valeriy Strelcov | Ana Ferreira Hugo Rodrigues         |

## Finalergebnisse
| Disziplin    | Sieger                             | Finalist                           | Ergebnis          |
| ------------ | ---------------------------------- | ---------------------------------- | ----------------- |
| Herreneinzel | Rikard Magnusson                   | Vladislav Druzchenko               | 15-9, 15-13       |
| Dameneinzel  | Elena Nozdran                      | Katarzyna Krasowska                | 11-14, 11-4       |
| Herrendoppel | Janek Roos Joachim Fischer Nielsen | Thomas Hovgaard Ove Svejstrup      | 12-15, 15-2, 15-0 |
| Damendoppel  | Lene Mørk Britta Andersen          | Joanne Davies Sarah Hardaker       | 15-12, 15-12      |
| Mixed        | Mathias Boe Karina Sørensen        | Valeriy Strelcov Natalia Golovkina | 15-4, 15-12       |